# Giovanni I Participazio
Giovanni I Participazio var den tolfte dogen av Republiken Venedig. Han kom till makten då han kallades tillbaka från Konstantinopel av sin bror Giustiniano Participazio.
Giovanni fortsatte byggandet av Sankt Markus basilika men hade en i övrigt problemfylld regeringstid. Det första problemet Giovanni stod inför var återkomsten av den tidigare dogen Obelerio degli Antenori 831 efter tjugo år i exil. Giovanni lyckades dock, så småningom, slå ned upproret. Obelerio dödades och hans huvud visades upp.
Giovanni Participazio styrde diktatoriskt sitt rike, något som gjorde att uppretade adelsmän avsatte honom 836.